# D.D. Verni
D.D. Verni, pseudonimo di Carlo Verni (New Jersey, 12 aprile 1961), è un cantautore, bassista e compositore statunitense di origini italiane (Bari), fondatore e principale esponente della band thrash metal Overkill.

## Biografia
Nato e cresciuto nel New Jersey,si appassiona all’heavy metal ed il punk come dice in un'intervista;"Da una parte i Ramones,i Dead Boys e i Sex Pistols per l’attitudine e l’energia trasmessa,dall’altra i Kiss con i loro leggendari anthems,e i riff griffati doom dei Black Sabbath.Diciamo quindi che la mia formazione da musicista arrivò da queste band,fino a quando ascoltai i Motörhead.Loro erano il perfetto mix tra queste due identità,rimasi colpito,spiazzato e da qui arrivò la passione e la voglia di sperimentare nuova sonorità".
Nel 1976,alle scuole superiori,incontrò il batterista Rat Skates con cui condivideva gli stessi gusti musicali,soprattutto verso band hard rock e punk rock come Kiss, Aerosmith, Black Sabbath e Ramones.Nel 1979 decisero di fondare una cover band punk rock denominata "The Lubricunts",pubblicando annunci in cerca di un cantante a cui rispose Bobby Ellsworth che si portò con sé il chitarrista Rob Pisarek.Ellsworth suggerì vari nomi per il nuovo gruppo,tra cui quello di "Virgin Killer",ma in definitiva venne scelto "Overkill" come tributo all'omonimo album dei Motörhead.

### Overkill
Nel 1980 viene fondata la metal band Overkill, dove Verni al basso cominciò ad usare un suono più veloce e distorto, rendendolo riconoscibile secondo il suo stile. È infatti considerato uno dei suoni di basso che al meglio definisce il genere thrash metal. Verni è inoltre il principale compositore di musiche e testi negli Overkill; questa decisione portò la band ad un rapido successo, grazie e soprattutto ad album di grande importanza come Horrorscope, del quale Verni fu il principale autore di tutti i brani, e gli album successivi.

### The Bronx Casket Company,DD Verni &The Cadillac Band
Nel 1998,parallelamente agli Overkill,Verni decide di fondare un altro gruppo denominato "The Bronx Casket Company" caratterizzato da una sonorità più vicina al gothic metal,inserendo subito la band all'interno della scena thrash/gothic metal newyorkese.Ponendosi come voce del gruppo,ha già composto diversi album come The Bronx Casket Company,Sweet Home Transylvania,Hellectric,Antihero.
Nel 2018 Verni ha pubblicato il suo primo album da solista Barricade.Nel 2021,coi "DD Verni & The Cadillac Band",pubblica il primo album  Let's Rattle. 

## Influenze
I suoi idoli sono i bassisti Geezer Butler (Black Sabbath) e Steve Harris (Iron Maiden).Ha dichiarato che il metal è l'unico genere musicale che ascolta:"Sinceramente non sono un fan di molti generi musicali.Su cinquecento CD che possiedo probabilmente 475 di questi sono metal,rock o punk.Il metal è sempre stato il mio genere preferito.Non ho mai capito come alcune persone possano ascoltare musica diversa in base allo stato d’animo che hanno,e anche in tarda serata dovessi essere seduto alla mia scrivania,con molta probabilità il mio stereo passerà gli Slayer,ma è solo perché mi piace,se mi sto rilassando non devo ascoltare per forza gli Eagles.Attualmente sto ascoltando molto i Ghost e i Volbeat,una delle mie band preferite".

### Con gli Overkill

#### Album in studio
- 1985 – Feel the Fire
- 1987 – Taking Over
- 1988 – Under the Influence
- 1989 – The Years of Decay
- 1991 – Horrorscope
- 1993 – I Hear Black
- 1994 – W.F.O.
- 1996 – The Killing Kind
- 1997 – From the Underground and Below

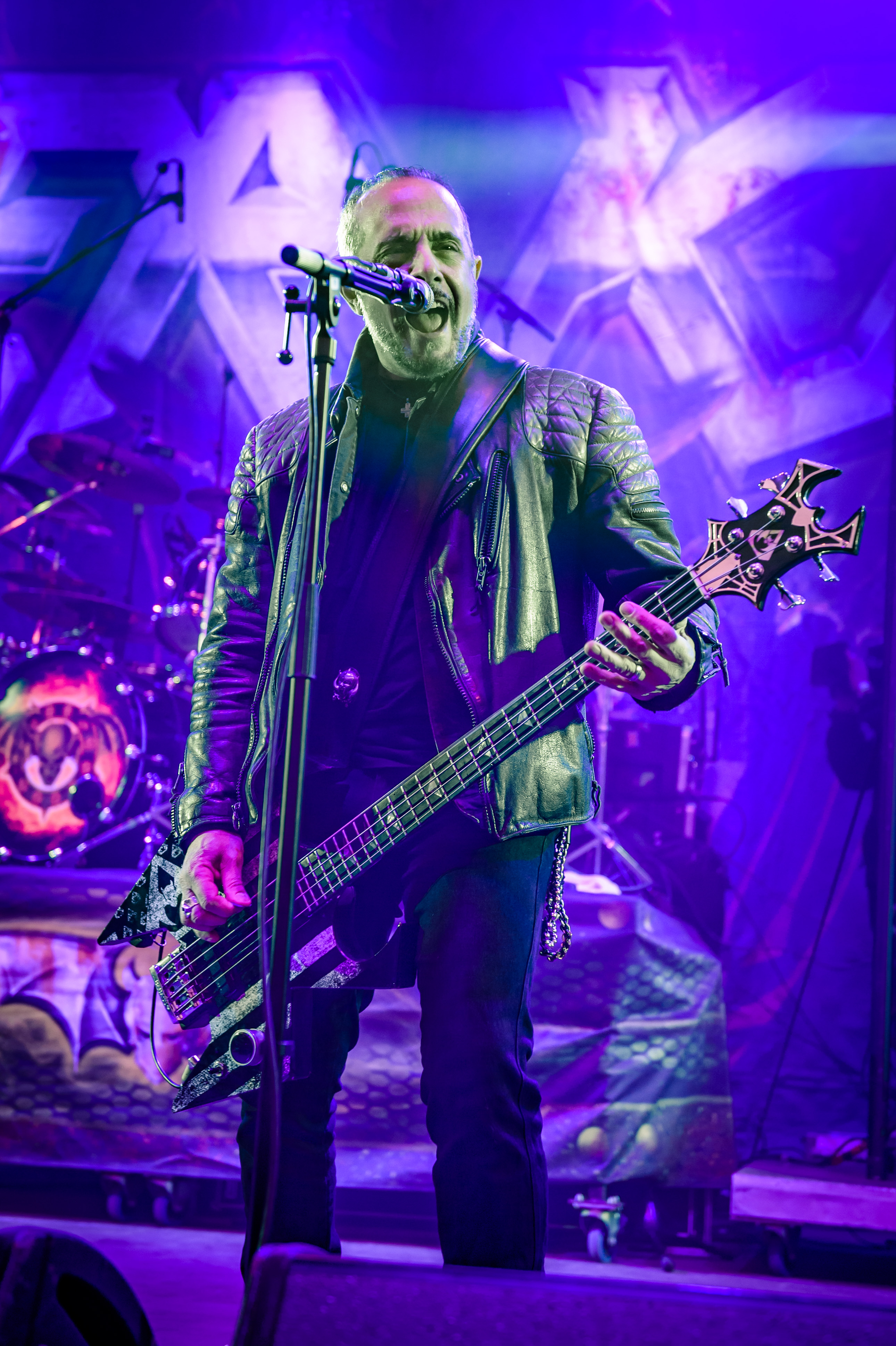
D.D. Verni nel 2018

- 1999 – Necroshine
- 1999 - Coverkill
- 2000 – Bloodletting
- 2003 – Killbox 13
- 2005 – ReliXIV
- 2007 – Immortalis
- 2010 – Ironbound
- 2012 – The Electric Age
- 2014 – White Devil Armory
- 2017 – The Grinding Wheel
- 2019 – The Wings of War
- 2023 – Scorched

#### Album dal vivo
- 1995 - Wrecking Your Neck
- 2002 - Wrecking Everything
- 2013 - Live from OZ
- 2018 - Live In Overhausen

### Con The Bronx Casket Company
- 1999 – The Bronx Casket Company
- 2001 – Sweet Home Transylvania
- 2005 – Hellectric
- 2011 – Antihero

### Da Solista
- 2018 – Barricade

### D.D. Verni & the Cadillac Band
- 2021 – Let's Rattle